# JAC QX

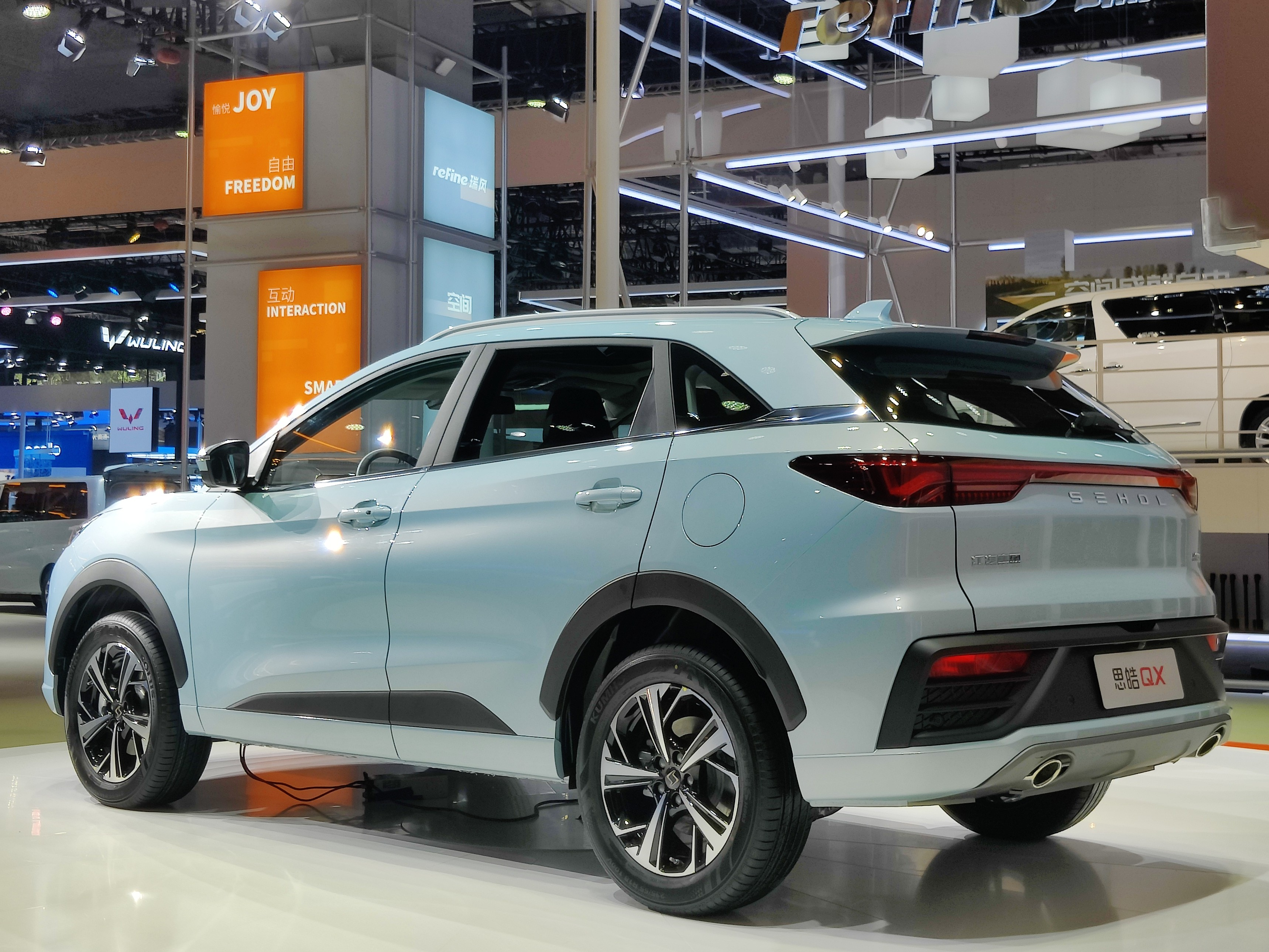
Heckansicht

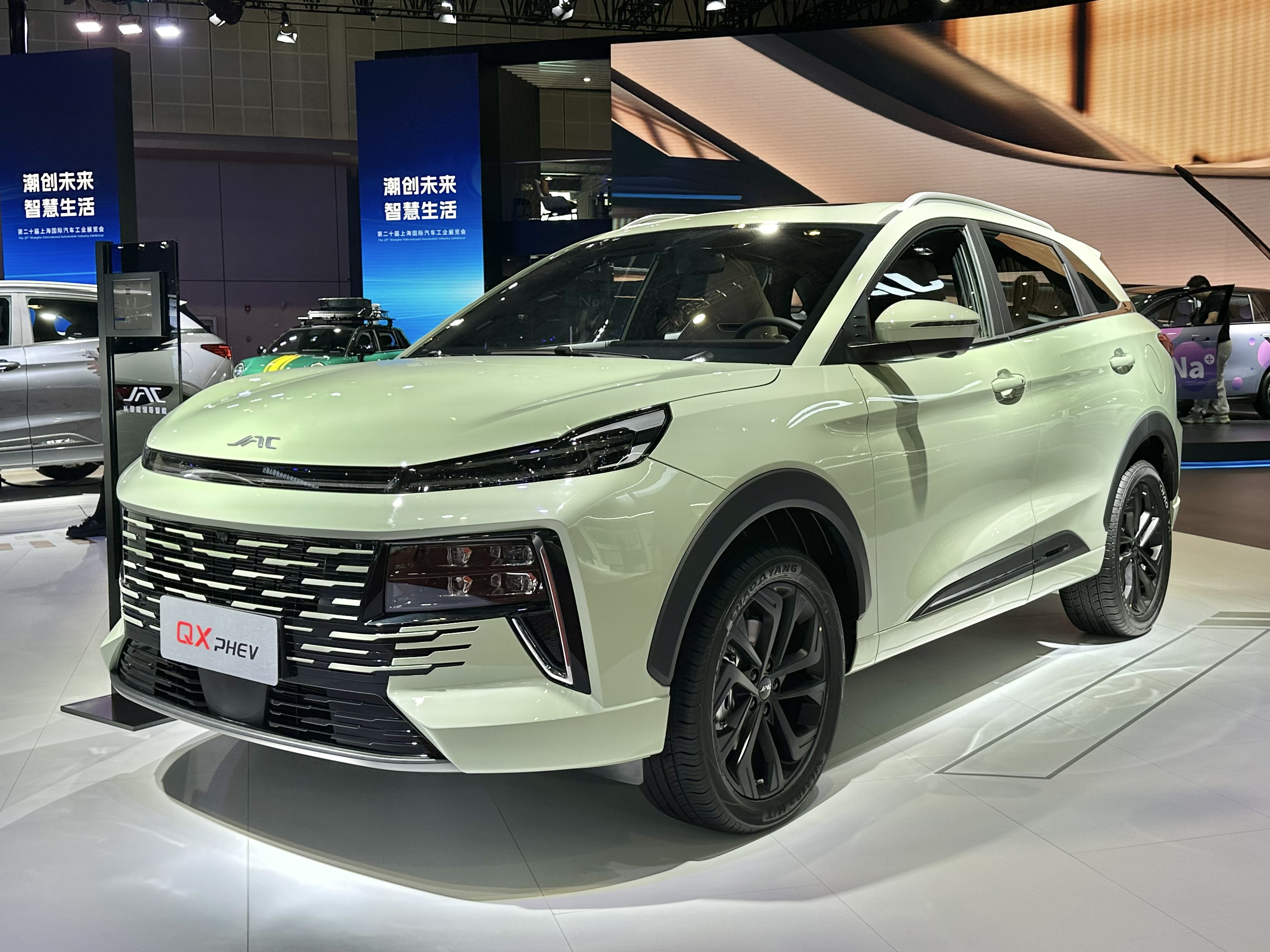
JAC QX PHEV auf der Shanghai Auto Show 2023

Der JAC QX ist ein Sport Utility Vehicle des chinesischen Automobilherstellers JAC.

## Geschichte
Angekündigt wurde der fünfsitzige QX Ende Dezember 2020. Die Vorstellung erfolgte anlässlich der Shanghai Auto Show im April 2021. Kurz darauf startete der Verkauf auf dem chinesischen Heimatmarkt. Ausgeliefert werden die ersten Fahrzeuge seit Juni 2021. Für den russischen Markt wurde die Baureihe im April 2022 angekündigt. Sie kam dort im Dezember 2022 als JAC JS6 auf den Markt.

## Technische Daten
Angetrieben wird der 4,61 Meter lange Wagen von einem aufgeladenen 1,5-Liter-Vierzylindermotor mit 135 kW (184 PS). Dieser kommt auch im größeren X8 zum Einsatz. Serienmäßig hat er ein 6-Gang-Schaltgetriebe, gegen Aufpreis ist ein 6-Stufen-Doppelkupplungsgetriebe erhältlich. In Russland wird der gleiche Motor verwendet, hier wird die maximale Leistung mit 132 kW (180 PS) angegeben. Auf der Shanghai Auto Show im April 2023 wurde eine Version mit Plug-in-Hybrid-Antrieb vorgestellt. Ihre Markteinführung erfolgte im September 2023.
|                                             | 1.5 TGDI                         | 1.5 TGDI                         | 1.5 TGDI                         | 1.5 PHEV                    |
| Markt                                       | Russland                         | Russland                         | China                            | China                       |
| Bauzeitraum                                 | seit 05/2024                     | 12/2022–05/2024                  | seit 06/2021                     | seit 09/2023                |
| Motorkenndaten                              |                                  |                                  |                                  |                             |
| Motortyp                                    | R4-Ottomotor                     | R4-Ottomotor                     | R4-Ottomotor                     | R4-Ottomotor + Elektromotor |
| Hubraum                                     | 1499 cm³                         | 1499 cm³                         | 1499 cm³                         | 1498 cm³                    |
| max. Leistung Verbrennungsmotor bei min−1   | 128 kW (174 PS) / 4850–5500      | 132 kW (180 PS) / 4850–5500      | 135 kW (184 PS) / 5500           | 81 kW (110 PS) / 6000       |
| max. Leistung Elektromotor                  | —                                | —                                | —                                | 150 kW (204 PS)             |
| max. Drehmoment Verbrennungsmotor bei min−1 | 280 Nm / 1600–3500               | 280 Nm / 1600–3500               | 300 Nm / 1800–3500               | 135 Nm / 4500               |
| max. Drehmoment Elektromotor                | —                                | —                                | —                                | 300 Nm                      |
| Kraftübertragung                            |                                  |                                  |                                  |                             |
| Antrieb                                     | Vorderradantrieb                 | Vorderradantrieb                 | Vorderradantrieb                 | Vorderradantrieb            |
| Getriebe, serienmäßig                       | 6-Stufen-Doppelkupplungsgetriebe | 6-Stufen-Doppelkupplungsgetriebe | 6-Gang-Schaltgetriebe            | E-CVT                       |
| Getriebe, optional                          | —                                | —                                | 6-Stufen-Doppelkupplungsgetriebe | —                           |
| Messwerte                                   |                                  |                                  |                                  |                             |
| Höchstgeschwindigkeit                       | 180 km/h                         | 180 km/h                         | 180 km/h                         | 178 km/h                    |
| Beschleunigung, 0–100 km/h                  | k. A.                            | k. A.                            | 9,8 s                            | 7,3 s                       |
| Kraftstoffverbrauch auf 100 km (kombiniert) | k. A.                            | k. A.                            | 6,9 l Super                      | 1,3 l Super                 |
| Tankinhalt                                  | 55 l                             | 55 l                             | 55 l                             | 54 l                        |
| Batteriekapazität                           | —                                | —                                | —                                | 21,7 kWh                    |
| Elektrische Reichweite                      | —                                | —                                | —                                | 120 km                      |
| Abgasnorm                                   | Euro 5                           | Euro 5                           | China VIb                        | China VIb                   |